# Silberner Grünrüssler
Der Silberne Grünrüssler, Silbriggrüne Laubholzrüssler oder Goldgrüne Blattnager (Phyllobius argentatus) ist ein Käfer aus der Familie der Rüsselkäfer (Curculionidae).

## Merkmale

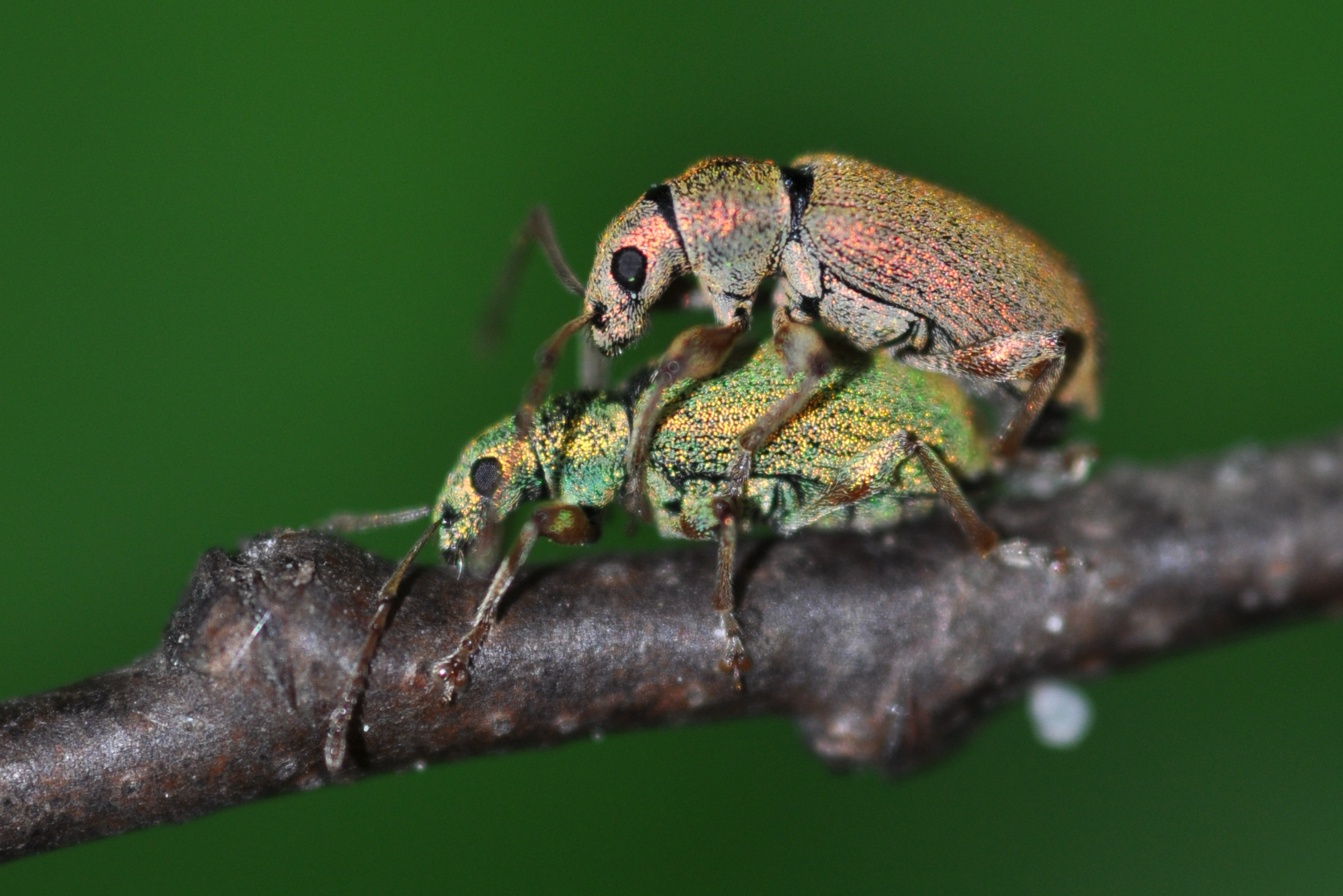
Pärchen mit rötlichem Männchen

Die Käfer werden 3,5 bis 6 Millimeter lang. Ihr Körper ist mit kurzen, langgestreckten Schuppen bedeckt, die eine grüngoldene Färbung haben, die eigentliche schwarze Grundfarbe bleibt so verborgen, bis sich die Schuppen abnützen. Die Augen sind abgeflacht, aus der seitlichen Kopfwölbung nur schwach vortretend. Der Rüssel ist an der Basis so breit wie der Kopf und mit diesem nach vorn gleichmäßig konisch, aber nur schwach verengt (Untergattung Dieletus). Der Halsschild ist kürzer als breit. Die Deckflügel sind längsgerillt, die Rillen und auch die Zwischenräume zwischen den einzelnen Chitinplatten am restlichen Körper sind schwarz. Das Schildchen (Scutellum) ist anders als beim ähnlichen Phyllobius arborator ebenso beschuppt, gleichfalls auch die Unterseite des Hinterleibs, das die Art wiederum von Phyllobius betulinus unterscheidet. Die Fühler und Beine sind hellgelb bis rötlichbraun, selten auch dunkel, tragen neben Härchen aber teilweise auch grüngoldene Schuppen. Der Rüssel ist kurz und breiter, als lang. Er ist unmerklich schmaler als der Kopf und ab den Fühlereinlenkungen nach unten gekrümmt. Die Schenkel (Femora) aller drei Beinpaare haben einen deutlichen Zahn.

## Ähnliche Arten
- Phyllobius arborator (Herbst, 1797)
- Phyllobius betulinus (Bechstein & Scharfenberg, 1805)

## Taxonomie
In der Literatur werden folgende Synonyme verwendet:
- Phyllobius budensis Hajóss, 1938
- Phyllobius croaticus Stierlin, 1884
- Phyllobius pineti Redtenbacher, 1849
- Curculio sericeus Piller & Mitterpacher, 1783
- Phyllobius sutorinensis Apfelbeck, 1898
- Phyllobius tenuior Rey, 1894
- Phyllobius tereticollis Gyllenhal, 1834
- Phyllobius viridans Boheman, 1843

## Vorkommen
Die Käfer sind in Europa bis in den Süden Norwegens, die Mitte Schwedens und Finnlands und in Asien, östlich bis Japan weit verbreitet und häufig. Sie bewohnen vor allem Laubhölzer, selten auch Nadelbäume von tiefen Lagen bis ins Gebirge. Man findet sie im gesamten Frühjahr und Sommer.

## Lebensweise
Die tagaktiven Tiere sitzen meist auf den Blättern von Laubbäumen, die ihre Nahrung darstellen. Dabei kommen sie auch im Kronenbereich vor. Feuchte Lebensräume scheinen bevorzugt zu werden. Die Larven entsprechen denen der meisten Rüsselkäfer, sie sehen aus wie Engerlinge, haben jedoch keine Beine. Sie leben im Boden und ernähren sich von Pflanzenwurzeln, dabei scheinen sie nicht spezialisiert zu sein. Die Verpuppung erfolgt ebenfalls im Boden.